# Mauritius-Rotschnabelbülbül
Der Mauritius-Rotschnabelbülbül (Hypsipetes olivaceus) ist ein endemisch auf Mauritius vorkommender Vogel aus der Familie der Bülbüls (Pycnonotidae).

## Merkmale
Mauritius-Rotschnabelbülbüls erreichen eine Körperlänge von 20 bis 22 Zentimetern und ein Gewicht von 40 bis 60 Gramm. Zwischen den Geschlechtern besteht bezüglich der Gefiederfärbung kein Sexualdimorphismus. Die Vögel sind auf der Ober- und Unterseite überwiegend hellgrau bis schwarzgrau gefärbt. Der Scheitel besteht aus einer sehr kurzen schwarzen Haube, die zuweilen aufgerichtet wird. Der kräftige Schnabel sowie die Beine und Füße sind orangerot.

## Ähnliche Arten
Der Mauritiusraupenfänger (Coracina typica), der den Lebensraum mit dem Mauritius-Rotschnabelbülbül teilt, unterscheidet sich bei den Männchen durch die weißlich gefärbte Körperunterseite sowie den schwarzen Schnabel. Die sehr ähnlichen Arten Madagaskar-Rotschnabelbülbül (Hypsipetes madagascariensis), Seychellen-Rotschnabelbülbül (Hypsipetes crassirostris) und Réunion-Rotschnabelbülbül (Hypsipetes borbonicus) sind auf den ebenfalls im Indischen Ozean gelegenen Nachbarinseln Madagaskar, Seychellen bzw. Réunion heimisch und haben somit keine geographische Überlappung mit dem Mauritius-Rotschnabelbülbül.

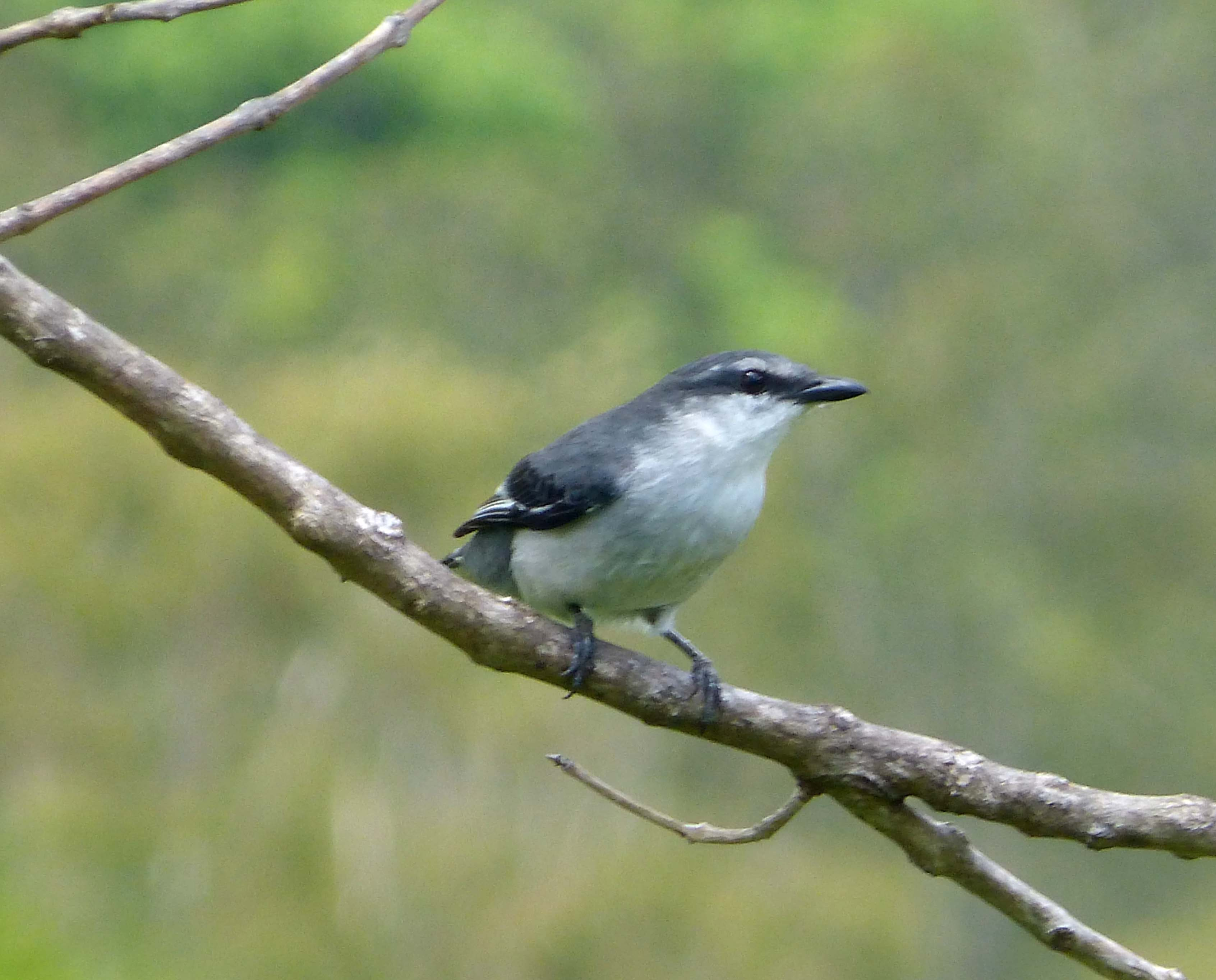
Mauritiusraupenfänger
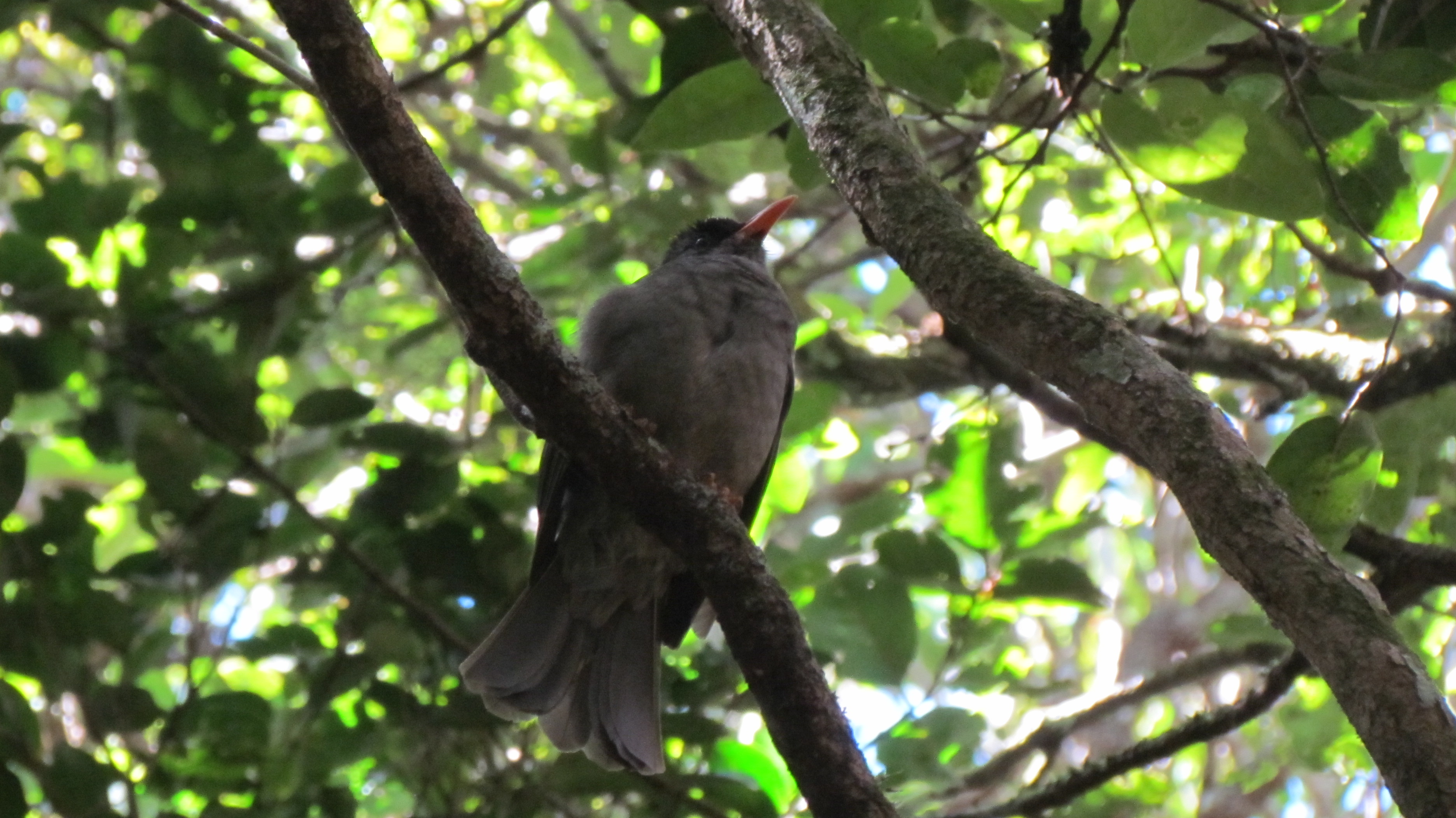
Mauritius-Rotschnabelbülbül
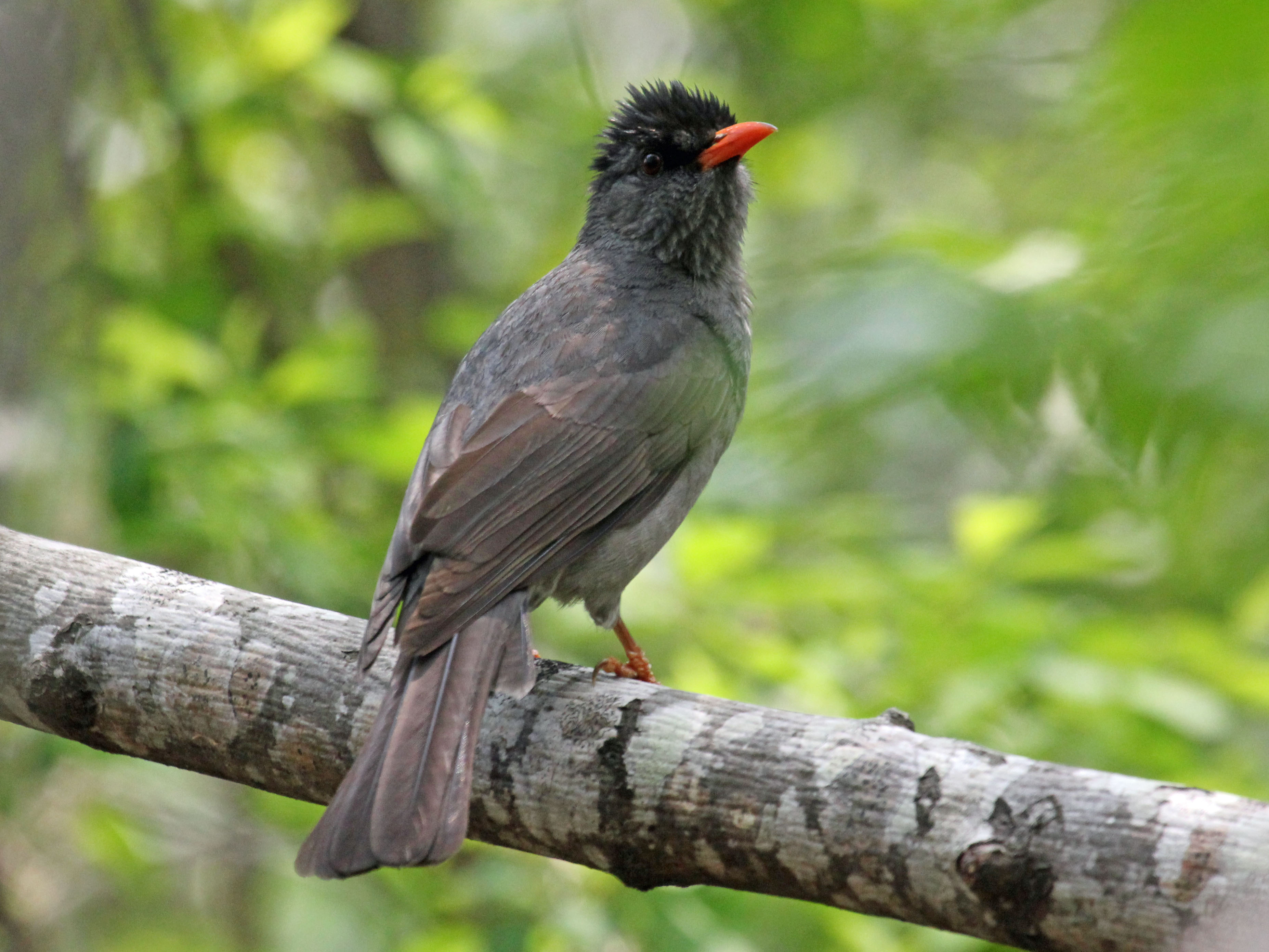
Madagaskar-Rotschnabelbülbül
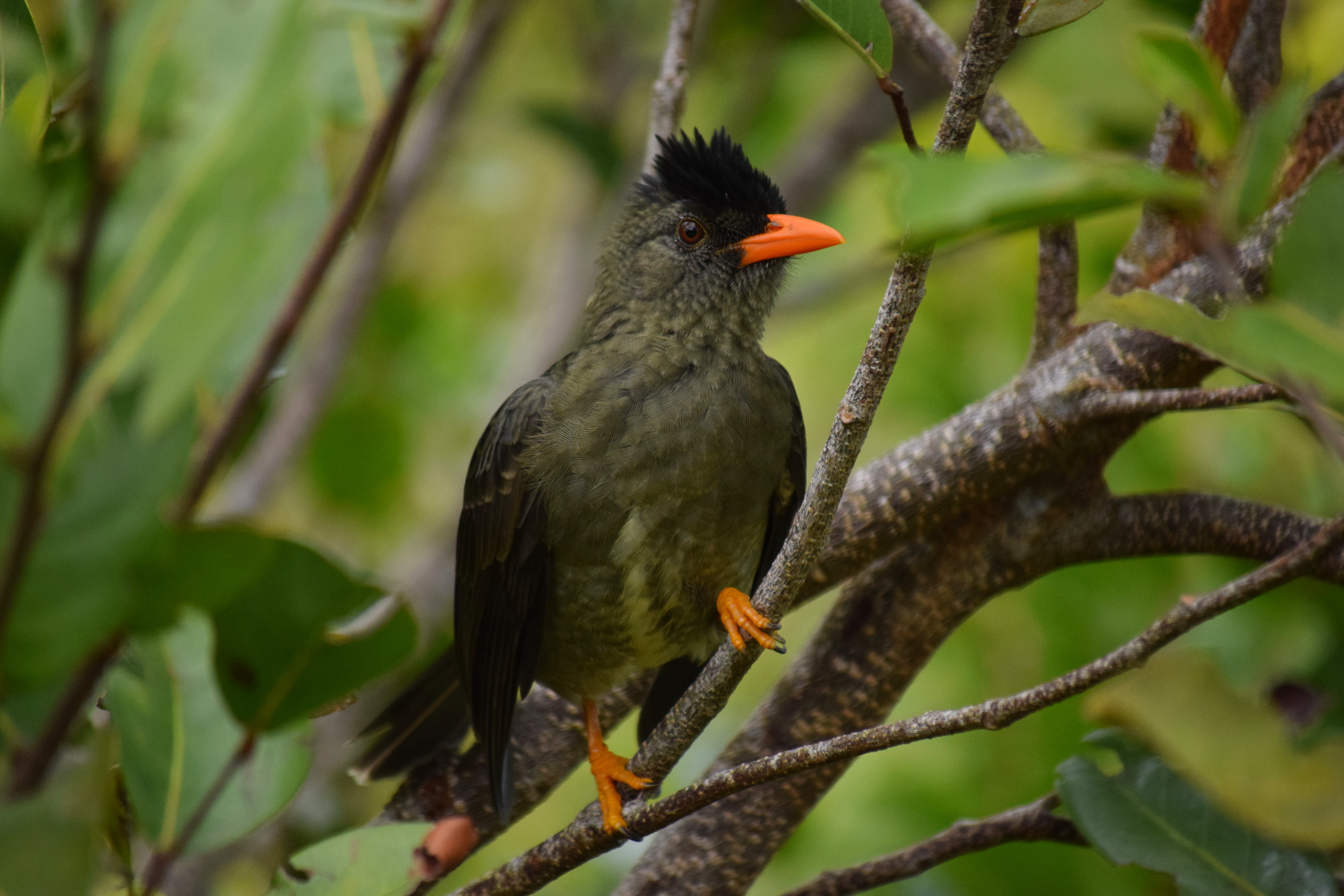
Seychellen-Rotschnabelbülbül
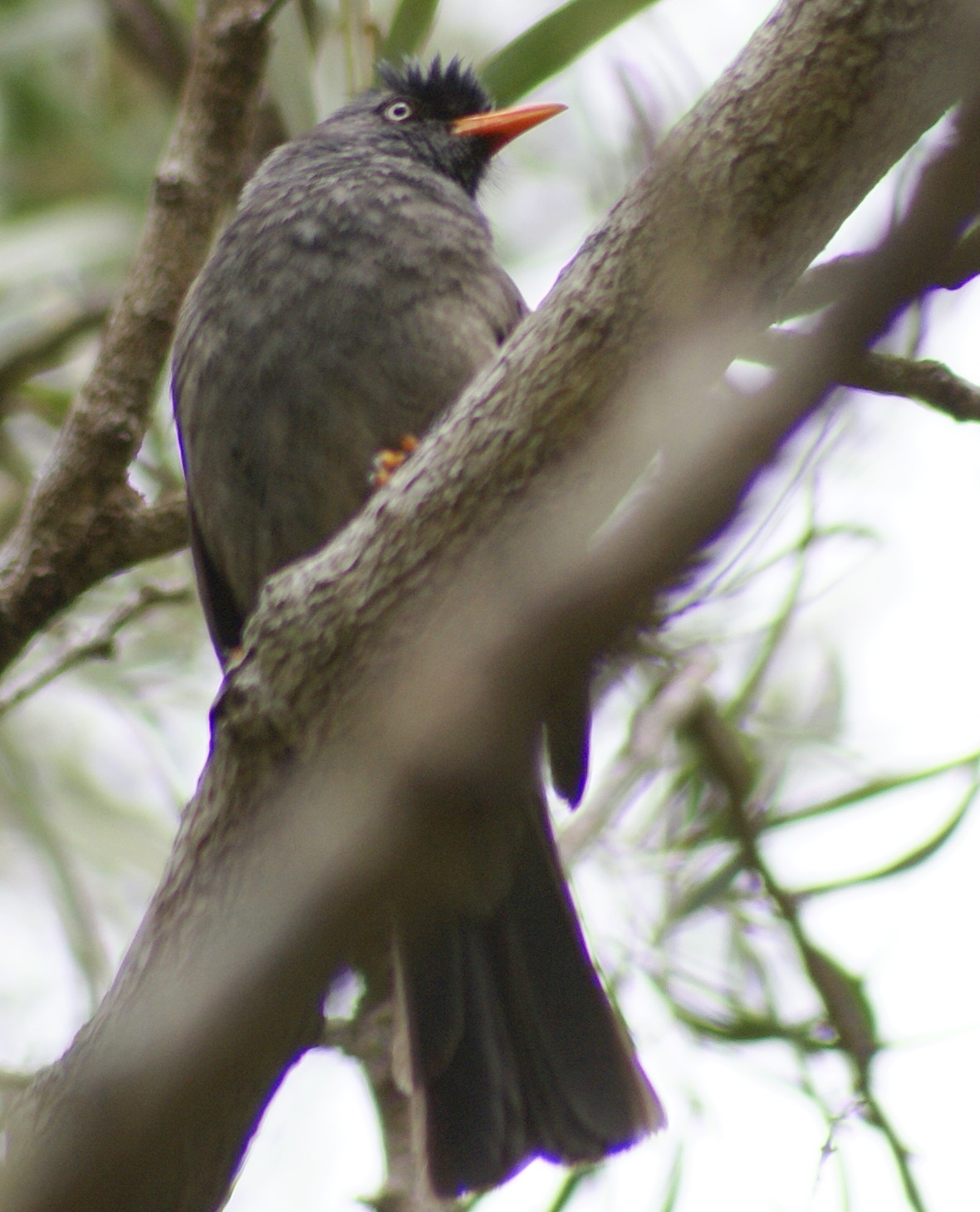
Réunion-Rotschnabelbülbül

## Verbreitung und Lebensraum
Der Mauritius-Rotschnabelbülbül kommt ausschließlich auf Mauritius vor. Bevorzugt kommt er in tropischen Regenwäldern vor, besiedelt jedoch zuweilen auch offene Landschaften mit Sträuchern und Gebüsch.

## Lebensweise
Der Lebensraum des Mauritius-Rotschnabelbülbüls umfasst sowohl Wälder als auch offene Strauchlandschaften, wo er in den Bäumen oder am Boden nach Nahrung sucht, die aus Früchten, Beeren, Blütennektar sowie aus Insekten und Würmern besteht. Der Gesang der Männchen ist sehr variabel und dient dem Anlocken von Weibchen sowie zur Abgrenzung seines Reviers. Das Nest wird in Bäumen oder Sträuchern angelegt, hat eine Tassenform und wird aus Zweigen, Blättern und Gras gefertigt. Die übliche Brutzeit umfasst die Monate September bis Februar.

## Gefährdung
Der Mauritius-Rotschnabelbülbül ist in seinen Vorkommensgebieten aufgrund des Verlusts an Lebensraum im Rückgang begriffen und wird von der Weltnaturschutzorganisation IUCN auf der Roten Liste gefährdeter Arten als „vulnerable = gefährdet“ geführt.